# NGC 5976
NGC 5976 ist eine 14,8 mag helle Linsenförmige Galaxie vom Hubble-Typ S0 im Sternbild Drache am Nordsternhimmel. Sie ist schätzungsweise 205 Millionen Lichtjahre von der Milchstraße entfernt und hat einen Durchmesser von etwa 35.000 Lj.
Die Galaxie ist Mitglied der NGC 5982-Gruppe, zu der weiterhin NGC 5981, NGC 5985, NGC 5987 und NGC 5989 gehören. 
Das Objekt wurde am 6. Mai 1850 von George Stoney, einem Assistenten von William Parsons, entdeckt.